# Wat kiest Nederland?
De Zomer van 4: Wat kiest Nederland? is een praatprogramma over politiek dat uitgezonden wordt door RTL 4. In tegenstelling tot de andere programma's in de reeks van De Zomer van 4: namelijk: VI Oranje, Tour du Jour en De Spelen gaat Wat kiest Nederland? niet over sport maar over de Tweede Kamerverkiezingen van 2012. In 2010 was dit programma er ook voor de Tweede Kamerverkiezingen van 2010.

## Programmaformule
Wat kiest Nederland? werd in de zomer van 2012 uitgezonden. Het programma was de laatste in de reeks: De Zomer Van 4:. Er schoven gasten uit de politiek en andere BN'ers aan. Onder andere Mark Rutte, Geert Wilders en Emile Roemer schoven aan.